# Kártyázó asszonyok
Az 1939-es Kártyázó asszonyok Hunyady Sándor életművén belül egyedülállóan keserű, szokatlan hangvételű drámai alkotás. A hűvös távolságtartás, az emberek kíméletlen ábrázolása és ez az őszinte megvetés eddig nem volt jellemző az íróra, ezért közönsége értetlenséggel és elutasítással fogadta a darabot, amely az 1939-es bemutató után mindössze huszonhárom előadást ért meg. Valójában csupán a prózáját meghatározó, színikritikusai által eddig folyton hiányolt éles és határozott véleményformálás jelenik meg első ízben drámájában. A kártyázó úrinők témáját Hunyady három változatban is feldolgozta: novella- (Kártyaaffér hölgykörökben), regény- (Kártyabotrány asszonyok között) és drámaformában, ám a kemény és pontos kórkép most a színpadi változatban sem veszít erejéből.

## Cselekménye
|  | Alább a cselekmény részletei következnek! |

Egy kissé műveletlen fényűzéssel berendezett polgári szalonban nők gyülekeznek az esti kártyapartira. A háziasszony René (ejtsd: Röné) szép, de gonosz asszony, vendégei: Piri, egy kietlenül buta nő és Adél, egy kedélyes kövér teremtés. Már csak a negyedik résztvevő, a rejtélyes Éva hiányzik. Várakozás közben René elfecsegi, hogy Éva csal a kártyában, ezért nyer mindig, ő azonban nem leplezi le, mert ezzel tönkretenné Éva társadalmi hírnevét és elvesztené ezt az amúgy bájos kártyapartnert. Pirit és Adélt nem győzik meg ezek az érvek: őszintén fel vannak háborodva a csalás miatt. Mit sem sejtve megérkezik Éva és könnyed modorban beszél modern házasságáról: ő és férje napokig nem látják egymást, akkora szabadságot adnak egymásnak. Kártyázás közben azonban hamar eltűnik jó hangulata: kipattan, hogy a többiek csalónak hiszik, s megszégyenülten kell távoznia a házból.
Egy elegáns pesti klubban szintén kártyázás folyik, de itt férfiak űzik, s a szimpatikus Török a fő vesztes. A teljesen leégett férfi tartozását váratlanul átvállalja egy Vezérigazgató, s atyai beszélgetésre invitálja a férfit. Török megtörten vallja be, hogy saját úri életszínvonalát képtelen fenntartani rendes, építészi keresetéből, s feleségét is jól kell tartania, ezért kell kártyáznia.
Éva és férje, Török ma este ismerik meg igazán egymást, hisz mindkettőjüket olyan veszteség érte, ami nem engedi fenntartani többé a látszatot. Éva elmondja férjének, hogy csalás nélkül nyert állandóan a kártyán, sikerének titka csupán az volt, hogy ő komoly kereseti céllal, nem pedig úri passzióból játszott. Azért volt szüksége a pénzre, hogy kozmetikushoz, fodrászhoz járhasson – hogy tessen a férjének. Török is csak ezért hajszolta a pénzt, mert feleségének akart megfelelni. Éva kéri férjét, hogy a bankba félretett pénzéből kezdjenek új életet, Török azonban a társasági jó hírnév helyreállítását tartja elsődlegesnek, ezért René férjét, a Vezérigazgatót párbajra hívja ki.
A párbaj elmarad, ehelyett a két házaspár között egyezkedések indulnak meg. A Vezér bocsánatkérésre utasítja feleségét, különben minden pénzét megvonja tőle. René hajlandó beszélni Törökkel, de bocsánatkérés helyett szerelmet vall a férfinak, akivel régen viszonya volt. Török nem viszonozza René érzelmeit, de csak erőtlenül utasítja vissza a nőt. Közben a Vezér Évát környékezi meg: minden ellenszolgáltatás igénye nélkül támogatná a nőt, mert nem akarja, hogy a finom, úrias Éva saját, tisztességes keresetéből nyomorogjon. Éva nem enged, nem hisz a férfi önzetlenségében és eltökélt célja végleg kiszállni a mocskos nagypolgári játékokból. Férje unszolására azonban hajlandó egy estélyt rendezni, ahol René Canossát járhat előtte. Az engesztelés azonban nem túl alázatos: René nyíltan négyes házasságot ajánl fel Évának, amiben mindkét férj mindkét asszonyé lehetne. Éva elborzad az ajánlattól. 
Az estély ezen túl jól sikerül, Török rengeteg megrendelést kap, renoméjuk visszanyeri fényét. Éva azonban ennek egyáltalán nem örül: csomagolni kezd, távol innen tisztes, új életet akar kezdeni. Török tartóztatja, nem érti feleségét: épp most kezd jó lenni itteni életük. Végül a férfi enged: ő is feleségével utazik, egy új, kalanddal teli életbe.

## Szereplők
- Dr. Török
- Éva
- A vezér
- Röné
- Penelope (a kislányuk)
- Daisy (a kislányuk)
- Lajos
- Piri
- Adél
- Jenő
- Gogo
- I. Klubtag
- II.Klubtag
- III. Klubtag
- IV. Klubtag
- I. Párbajsegéd
- II. Párbajsegéd
- Fiatalember
- Külföldi úr
- Zsetonos
- Rózsi
- Komornyik
- Szobalány
- Inas
- Pincér
- Krupié

## Előadástörténet
A vígszínházi bemutatón a dráma kiváló szereposztásban került színre: Évát Muráti Lili, Renét Mezey Mária, Törököt Somló István, a Vezért pedig Somlay Artúr alakította. A darabot ezután hosszas eltűnésre kárhoztatta az utókor, csupán 1972-ben láthatta újra a közönség a Három affér című tévéjátékban, ahol Vécsey Irén átdolgozása alapján, Horváth Z. Gergely rendezésében Hunyady három színműve került rövidített formában a képernyőre. Ebben a változatban Tábori Nóra és Bánki Zsuzsa játszották a főszerepeket.